# Linia kolejowa Lille – Fontinettes
Linia kolejowa Lille – Fontinettes – linia kolejowa we Francji, w regionie Nord-Pas-de-Calais. Biegnie od dworca Lille-Flandres w Lille do dworca Fontinettes koło Calais. Jest linią dwutorową i zelektryfikowaną o długości 105 km.
Ukończono ją w 1848 roku i była pierwszą linią kolejową docierającą do portu w  Calais. Linia Paryż – Lille została wybudowana dwa lata wcześniej.
W 1993 roku wybudowano linię LGV Nord z Lille-Europe do Calais-Fréthun i Eurotunel. Dziś jest wykorzystywana głównie w ruchu towarowym oraz przez lokalne pociągi pasażerskie TER Nord-Pas-de-Calais.
Według klasyfikacji RFF ma numer 295 000.